# Maxim Alexejewitsch Batunin
Maxim Alexejewitsch Batunin (russisch Максим Алексеевич Батунин; * 20. Juli 1985) ist ein ehemaliger russischer Naturbahnrodler. Er startete im Ein- und im Doppelsitzer, nahm an der Europameisterschaft 2010 teil und fuhr im Weltcup dreimal unter die schnellsten 20.

## Karriere
Batunins erster internationaler Wettkampf war das Weltcuprennen am 11. Februar 2001 in der russischen Hauptstadt Moskau. Unter 24 gestarteten Rodlern im Einsitzer belegte er den 17. Platz. An weiteren Weltcuprennen nahm er lange Zeit nicht teil, doch in den Jahren 2004 und 2005 startete er bei der Juniorenweltmeisterschaft in Kindberg und der Junioreneuropameisterschaft in Kandalakscha. Mit Wladimir Alechin im Doppelsitzer erzielte er in Kindberg den siebenten und in Kandalakscha den achten Platz. Im Einsitzer belegte Batunin in Kandalakscha den 15. Platz; in Kindberg war er nicht im Einsitzer gestartet.
Nach achtjähriger Weltcuppause nahm Batunin in den Saisonen 2008/2009 und 2009/2010 wieder an den jeweils zwei Weltcuprennen im russischen Nowouralsk teil. In der Saison 2009/2010 erzielte er unter jeweils 29 Startern die Plätze 24 und 27. Im nächsten Winter konnte er sich mit den Plätzen 20 und 18 unter jeweils 32 Startern um einige Ränge verbessern. Im Januar 2010 nahm Maxim Batunin auch an der Europameisterschaft 2010 im österreichischen St. Sebastian teil. Anders als im Weltcup startete er hier aber nicht im Einsitzer, sondern im Doppelsitzer zusammen mit Stanislaw Kowschik. Sie belegten unter zwölf gewerteten Doppelsitzerpaaren den zehnten Platz. Diese Europameisterschaft war Batunins letztes internationales Rennen.

## Erfolge

### Europameisterschaften
- St. Sebastian 2010: 10. Doppelsitzer (mit Stanislaw Kowschik)

### Juniorenweltmeisterschaften
- Kindberg 2004: 7. Doppelsitzer (mit Wladimir Alechin)

### Junioreneuropameisterschaften
- Kandalakscha 2005: 15. Einsitzer, 8. Doppelsitzer (mit Wladimir Alechin)

### Weltcup
- 3 Platzierungen unter den besten 20 in Einsitzer-Weltcuprennen